# Epidiaspis peragrata
Epidiaspis peragrata är en insektsart som beskrevs av Ferris 1941. Epidiaspis peragrata ingår i släktet Epidiaspis och familjen pansarsköldlöss. Inga underarter finns listade i Catalogue of Life.